# La Perche
La Perche – miejscowość i gmina we Francji, w Regionie Centralnym, w departamencie Cher.
Według danych na rok 1990 gminę zamieszkiwało 247 osób, a gęstość zaludnienia wynosiła 24 osoby/km² (wśród 1842 gmin Regionu Centralnego La Perche plasuje się na 893. miejscu pod względem liczby ludności, natomiast pod względem powierzchni na miejscu 1134.).